# Titularbistum Botrys
Botrys (ital.: Botri) ist ein Titularbistum der römisch-katholischen Kirche. 
Es geht zurück auf einen untergegangenen Bischofssitz in der gleichnamigen antiken Stadt (heute Batrun), die in der römischen Provinz Syria Phoenice bzw. in der Spätantike Phoenice im heutigen Libanon lag. Der Bischofssitz war der Kirchenprovinz Tyrus zugeordnet.
| Titularbischöfe von Botrys |                                            |                                                      |                    |                    |
| Nr.                        | Name                                       | Amt                                                  | von                | bis                |
| 1                          | Ernst Friedrich Reichsfreiherr von Twickel | Weihbischof in Hildesheim (Deutschland)              | 27. September 1724 | 17. Januar 1734    |
| 2                          | Pedro Felipe de Azúa e Iturgoyen           | Weihbischof in Concepción (Peru)                     | 27. Juli 1735      | 22. Februar 1742   |
| 3                          | Franciscus Zichy                           |                                                      | 24. September 1742 | 16. März 1744      |
| 4                          | Giovanni Carlo Bandi                       | Weihbischof in Ostia-Velletri (Kirchenstaat)         | 18. Dezember 1744  | 20. März 1752      |
| 5                          | Johann Georg Freiherr von Stinglheim       | Weihbischof in Regensburg (Deutschland)              | 11. Februar 1754   | 15. September 1759 |
| 6                          | Juan Manuel Argüelles                      | Weihbischof in Toledo (Spanien)                      | 6. April 1761      | 12. März 1770      |
| 7                          | Agustín Ayestarán Landa                    | Weihbischof in Sevilla (Spanien)                     | 7. September 1772  | 27. Juni 1796      |
| 8                          | Juan Antonio Tamayo OS                     | Prior von Uclés (Spanien)                            | 24. Juli 1797      | November 1799      |
| 9                          | Rafael de La Vara                          | Weihbischof in Santa Cruz de la Sierra (Bolivien)    | 11. August 1800    | 21. März 1806      |
| 10                         | Jean-François de Hercé                     | Koadjutorbischof von Nantes (Frankreich)             | 1. Februar 1836    | 12. Mai 1838       |
| 11                         | Martin-Jean Pontvianne M.E.P.              | Apostolischer Vikar von Nord-Cochin (Vietnam)        | 31. August 1877    | 30. Juli 1879      |
| 12                         | Henri-Joseph Bulté CM                      | Apostolischer Vikar von Südost-Hebei (China)         | 14. März 1880      | 14. Oktober 1900   |
| 13                         | Francisco Aguirre Murga OP                 | Apostolischer Vikar von Fo-Kien (China)              | 13. Dezember 1911  | 12. Juni 1941      |
| 14                         | José García Pulgar OESA                    | Apostolischer Vikar von San León del Amazonas (Peru) | 21. August 1941    | 31. Januar 1954    |
| 15                         | Edward Wilson Douglas                      | emeritierter Bischof von Motherwell (Großbritannien) | 9. Februar 1954    | 12. Juni 1967      |